# GLAY Special Live 2013 in HAKODATE GLORIOUS MILLION DOLLAR NIGHT Vol.1
『「GLAY Special Live 2013 in HAKODATE GLORIOUS MILLION DOLLAR NIGHT Vol.1」』（グレイ・スペシャル・ライブ・2013・イン・ハコダテ・グロリアス・ミリオン・ドル・ナイト・ボリュームワン）は、GLAYが2013年11月27日にリリースしたライブDVDおよびBlu-ray。

## 概要
『GLAY STADIUM LIVE 2012 THE SUITE ROOM in OSAKA NAGAI STADIUM Supported by glico』にて発表された「GLAY 7 BIG SURPRISES」の第5弾として、2013年7月27日・7月28日に函館緑の島にて開催された「GLAY Special Live 2013 in HAKODATE GLORIOUS MILLION DOLLAR NIGHT Vol.1」の模様を収録。49thシングル「DIAMOND SKIN/虹のポケット/CRAZY DANCE」と同時発売。
2日目の7月28日公演の模様は、WOWOWでも生中継され、9月21日にもリピート放送された。なお、実際に放送されたものとDVD&Blu-rayに収録されたものとは、編集が異なっている。また、この2日目の公演は、ライブ中盤以降から豪雨に見舞われた中でのライブとなり、デビュー19年目にして初の雨の中での開催となった。TAKUROは今回のライブについて、「この函館ライブを持ちまして、晴れ男TERUの伝説は崩壊しましたが、それがきっかけで僕らは全天候型のどんな状況でもみんなを楽しませられるというバンドに成長しました。来年行われるライブ「GLAY EXPO」が非常に楽しみです。どんな天候だろうが僕らはみんなを楽しい世界に連れて行けるのではないかと思います。」とコメントしている。
アンコールで披露された「CRAZY DANCE」は、メンバーが10代のころ函館でバンド結成し初めて作ったパンクナンバーであり、TERUが「次のシングルにします！」と宣言していたことをきっかけに、同時発売の49thシングル「DIAMOND SKIN/虹のポケット/CRAZY DANCE」に収録された。また、本作の公式応援ソングともなっている。
特典映像には、テレビリポーターの阿部祐二が、函館野外ライブと函館の街を検証した「事件です！阿部祐二レポーターによる函館ライブ徹底検証！」が収録される。
発売形態は、DVDが『COMPLETE SPECIAL BOX（初回限定生産盤）』、『LIVE DVD DAY1 〜真夏の小雨篇〜』、『LIVE DVD DAY2 〜真夏の豪雨篇〜』の3形態、Blu-rayが『COMPLETE SPECIAL BOX（初回限定生産盤）』、『COMPLETE EDITION（通常盤）』の2形態の合計5形態。『LIVE DVD DAY1 〜真夏の小雨篇〜』が7月27日公演、『LIVE DVD DAY2 〜真夏の豪雨篇〜』7月28日公演がそれぞれ収録され、残りの形態は両公演収録となる。初回限定生産盤はBOXに収納された豪華仕様で、100ページを越える豪華メモリアル写真集付き。
また、今作はGLAYのオフィシャルストアG-DIRECTのみならず、一般販売も行われる。GLAYの映像作品の一般販売が行われるのは、2011年5月25日に発売された『GLAY ROCK AROUND THE WORLD 2010-2011 LIVE IN SAITAMA SUPER ARENA -SPECIAL EDITION-』以来となる。
CMのナレーションは大泉洋（TEAM NACS）が担当した。

## 収録曲

### 2013.7.27 DAY1 〜真夏の小雨篇〜 (Disc 1)
1. グロリアス
2. 口唇
3. 「pure soul」メドレー
  - YOU MAY DREAM
  - ビリビリクラッシュメン
  - FRIEDCHICKEN&BEER
4. SOUL LOVE
5. 「UNITY ROOTS & FAMILY,AWAY」メドレー
  - Way of Difference
  - girlish MOON
  - Father & Son
6. またここであいましょう
7. 「灰とダイヤモンド」メドレー
  - 真夏の扉
  - LADY CLOSE
  - ひどくありふれたホワイトノイズをくれ
8. TWO BELL SILENCE
9. 「BEAT out!」メドレー
  - More than Love
  - Yes, Summerdays
  - 原色の空<Cloudy Sky>
10. 生きてく強さ
11. DARK RIVER
12. 「BELOVED」メドレー
  - GROOVY TOUR
  - RHAPSODY
  - Lovers change fighters,cool
13. a Boy〜ずっと忘れない〜
14. 「GLAY」メドレー
  - シキナ
  - 風にひとり
  - Chelsea
15. Satellite of love
16. HISASHI Solo
17. 「THE FRUSTRATED」メドレー
  - HIGHCOMMUNICATIONS
  - Runaway Runaway
18. BEAUTIFUL DREAMER
19. Ruby's Blanket
20. Bible
21. Eternally
<ENCORE>
22. 函館メドレー
  - Cynical
  - CRAZY DANCE
23. 彼女の“Modern…”
24. 誘惑
25. ACID HEAD

### 2013.7.28 DAY2 〜真夏の豪雨篇〜 (Disc 2)
1. HOWEVER
2. 生きてく強さ
3. 「BEAT out!」メドレー
  - More than Love
  - Yes,Summerdays
  - 原色の空<Cloudy Sky>
4. グロリアス
5. 「JUSTICE & GUILTY」メドレー
  - WHO KILLED MY DIVA
  - 華よ嵐よ
  - everKrack
6. JUSTICE [from] GUILTY
7. 「HEAVY GAUGE」メドレー
  - HEAVY GAUGE
  - ここではない、どこかへ
8. Winter,again
9. サバイバル
10. 「BELOVED」メドレー
  - GROOVY TOUR
  - RHAPSODY
  - Lovers change fighters,cool
11. 春を愛する人
12. 「SPEED POP」メドレー
  - HAPPY SWING
  - JUNK ART
  - REGRET
  - Freeze My Love
13. 彼女の“Modern…”
14. 「LOVE IS BEAUTIFUL」メドレー
  - SCREAM
  - ANSWER
  - AMERICAN INNOVATION
15. ROCK'N'ROLL SWINDLE
16. TWO BELL SILENCE
17. DARK RIVER
18. HISASHI Solo
19. 「ONE LOVE」メドレー
  - 嫉妬
  - THINK ABOUT MY DAUGHTER
  - VIVA VIVA VIVA
20. GLOBAL COMMUNICATION
21. ピーク果てしなく ソウル限りなく
22. Bible
23. Eternally
<ENCORE>
24. 函館メドレー
  - Cynical
  - CRAZY DANCE
25. 誘惑
26. SHUTTER SPEEDSのテーマ
27. ACID HEAD